# Milton Singer
Milton Borah Singer, Polônia, 5 de julho de 1912 — Hyde Park (Chicago), 5 de dezembro de 1994, foi um importante antropólogo e especialista em estudos sobre a Índia, professor da Universidade de Chicago por 38 anos. Desenvolveu o conceito de performances culturais e  antropologia semiótica. Em seus estudos sobre a Índia afirmava que a tradição de castas e a espiritualidade desta cultura, ao contrário do pensamento da época, iria possibilitar sua industrialização, pois a mudança era um dos elementos fundamentais desta cultura.

## Biografia
Filho de  Julius Singer e Esther Greenberg imigrou para os Estados Unidos em 1920, tendo-se fixado em Detroit, naturalizando-se em 1921. Singer cursara a graduação na Universidade do Texas (Austin) (Psicologia, 1934), onde realizou seu mestrado em Filosofia (1936). Seu doutoramento também foi em Filosofia pela Universidade de Chicago em 1940. Em sua dissertação de mestrado realizou estudos sobre “George Herbert Mead’s Social-Behavioristic Theory of Mind" (A Teoria da Mente do Behaviorista Social George Herbert Mead”. Concluiu o seu Ph.D ,sob a orietação de Rudolf Carnap, com ua tese intitulada "On Formal Method in Mathematical Logic" (1940).
Ingressa como professor de Ciências Sociais na Universidade de Chicago em 1941, foi também diretor do departamento de Ciências Sociais de 1947 a 1952, e, em 1954, torna-se professor de antropologia até sua aposentadoria em 1979. No começo da década de 1960 organiza os estudos do sul da Ásia.
Viajou à Índia, em seus trabalhos de campo, nos anos de 1954-1955, 1960-1961 e 1964, desenvolvendo também importante contato com pesquisadores deste país. Suas pesquisas se centravam na discussão da tradição na industrializada cidade de Madras e na tradição do sânscrito nos centros urbanos modernos.

## Antropologia Semiótica
Nos anos 1970 e 1980 Singer dirige seus interesses aos estudos das raízes históricas das teorias antropológicas e também do simbolismo cultural. Seu trabalho de campo se concentra na investigação comparativa da modernização da cultura norte-americana em Newburyport, (Massachussets) e na Índia, incluindo o aprofundamento de estudos de lógica e filosofia (Guide to Milton Singer Papers).
Milton Singer utiliza pela primeira vez a frase Antropologia Semiótica em 1978. Ele orienta seus estudos principalmente a partir de Charles Sanders Peirce e Roman Jakobson, que despertavam grande interesse na Universidade de Chicago. Ao final dos anos 1970, Michael Silverstein, um jovem estudante dos trabalhos de Jakobson em Harvard ingressa no departamento de Anthropologia da Universidade de Chicago, assim vários trabalhos inspirados pela semiótica de Peirce aparecem nos estudantes de Singer e Silverstein e espalham-se pelo país, desenvolvendo maneiras diversas de desenvolver um trabalho semiótico-antropológico.

## Publicações
- "Shame and Guilt: A Psychoanalytic and a Cultural Study", com Gerhart Piers. Editora: Charles Thomas, (1953)
- (Editor) "Traditional India: Structure and Change." Philadelphia: American Folklore Society (1959)
- "Text and context in the study of contemporary Hinduism" (1963)
- "Structure and change in Indian society" (1968)
- "For a Semiotic Anthropology," in Sight, Sound and Sense. Edited by T. Sebeok, pp.202–231. Bloomington: Indiana University Press (1978)
- "Man's glassy essence : explorations in semiotic anthropology (1984)
- "When a Great Tradition Modernizes: An Anthropological Approach to Indian Civilization" (Praeger, 1972, and University of Chicago, 1980)
- "Semiotics of Cities, Selves, and Cultures" (Mouton de Gruyter, 1991)